# Anon Sangsanoi
Anon Sangsanoi (Thai: อานนท์ สังสระน้อย, * 1. März 1984 in Nakhon Ratchasima) ist ein ehemaliger thailändischer Fußballspieler.

## Karriere

### Verein
Seine Jugendjahre verbrachte er beim FC Nakhon Ratchasima. Er ging nach Bangkok, um am Bangkok North Central College zu studieren. Dabei spielte er von 2004 bis 2006 für den Verein des Colleges. Dort wurde er auf Anhieb der Top-Stürmer. 2005 und 2006 wurde er jeweils Torschützenkönig der Liga. Er wechselte dann in die Thai Premier League zum BEC-Tero Sasana. Mit 20 Toren in der Saison 2008 und 18 Treffern in der Saison 2009 wurde er Torschützenkönig. 2011 wechselte er zum Ligakonkurrenten Muangthong United nach Pak Kret. Hier unterschrieb er einen Zweijahresvertrag. Die Saison 2012 wurde er an den Zweitligisten Nakhon Ratchasima FC ausgeliehen. Mit dem Verein aus Nakhon Ratchasima spielte er in der zweiten Liga, der Thai Premier League Division 1. 2013 wechselte er zum ebenfalls in der ersten Liga spielenden Sisaket FC nach Sisaket. Während der Hinrunde wurde der Verein vom Verband suspendiert. Mitte 2013 unterschrieb er in Chiangrai einen Vertrag beim Erstligisten Chiangrai United. Nakhon Pathom United FC, ein Zweitligist aus Nakhon Pathom, nahm ihn Anfang 2017 unter Vertrag. Hier spielte er noch ein Jahr in der zweiten Liga. Ende 2017 beendete er seine Karriere als Fußballspieler.

### Nationalmannschaft
Vor der ASEAN-Fußballmeisterschaft 2008 war Anon bereits im engeren Kader der Nationalmannschaft, wurde aber von Peter Reid zunächst nicht in den Kader berufen. Erst als sich Sarayut Chaikamdee verletzte, wurde Anon nachnominiert. Als Student des Bangkok North Central College nahm er mit Nationalmannschaft bereits 2007 an der Sommer-Universiade teil und gewann mit der U-23-Auswahl die Goldmedaille bei den Südostasienspielen.

## Auszeichnungen
Thai Premier League
- Torschützenkönig: 2008, 2009

## Erfolge

### Verein
BEC-Tero Sasana FC
- Thailändischer Pokalfinalist: 2009

### Nationalmannschaft
- Teilnahme an der Sommer-Universiade: 2007
- Südostasienspiele (U-23): 2007 – Sieger
- Südostasienmeisterschaft: 2008 (Finale)